# Chotyniec
Chotyniec (en ukrainien: Хотинець) est un village du powiat de Jarosław, dans la voïvodie des Basses-Carpates, rattaché à la commune rurale de Radymno. La population s'élève à 777 habitants.

## Géographie
Chotyniec est situé à environ 15 km à l'est de Radymno, à 26 km à l'est de Jarosław, et à 74 km de Rzeszów, la capitale régionale. La frontière avec l'Ukraine est à 8 km du village.

## Culture
La tserkva (église) en bois de la  Nativité de la Bienheureuse Vierge Marie, construite vers 1600, est l'une des 16 églises inscrite au patrimoine mondial de l'UNESCO, sous l'appellation unique : « tserkvas en bois de la région des Carpates en Pologne et en Ukraine ».